# イワン・スコブレフ
イワン・アレクサンドロヴィチ・スコブレフ(Ivan Aleksandrovich Skobrev、ロシア語: Иван Александрович Скобрев、1983年2月8日-)は、ロシアのスピードスケート選手。中長距離を得意とするオールラウンダーであり、団体パシュートの選手としても活躍している。モスクワ在住。

## 経歴
ハバロフスクの出身。12歳の時、中国のハルビンでスケートを始めた。サンクトペテルブルク国立工学・経済大学で観光について学ぶ。ジュニア年代での実績はない。ワールドカップには2002年から参加し、2006/07シーズンに初めての表彰台(1500m3位)に立っているが、目立った成績を残し始めたのは2009/10シーズンである。それまで1回しか表彰台に立てていなかったワールドカップの個人種目で4度3位以内に入り、長距離(5000m/10000m合算)総合2位となった。同シーズンのバンクーバーオリンピックでは、5000mでこの大会ロシア勢初のメダルとなる銅メダルを獲得すると、10000mで世界記録保持者のスベン・クラマーが失格となったこともあり銀メダル。なお、オリンピックは他に2006年のトリノ大会でも4種目に参加しているが、いずれもメダルには届いていない。　
オリンピックの翌シーズンにはワールドカップで自身初の優勝(1500m)を果たし、長距離で2シーズン連続の総合2位に入った。さらに同シーズンの世界オールラウンド選手権では4種目中2種目で1位、1種目で3位に入り、ロシア人選手として(ソビエト連邦時代も含め)1987年以来の優勝を果たした。また2011年7月に、ソチオリンピックのアンバサダーとなったことが発表され、「信じられないくらい幸せで、誇りに思っている」と語った。2011/12シーズンはワールドカップで1500m総合5位、長距離同12位に終わったが、世界距離別選手権では自己最高成績の銀メダルを獲得した。翌シーズンもワールドカップでは成績が伸びなかったが、世界選手権ではメダルを得た。

## 人物
- 息子が一人いるが、妻とは別居している。[1]
- 母親もロシア代表のスピードスケーターだった。[1]